# Euphranta betikamae
Euphranta betikamae
 es una especie de insecto del género Euphranta de la familia Tephritidae del orden Diptera.
Albany Hancock y Drew la describieron científicamente por primera vez en el año 2004.